# Callistemon speciosus
Callistemon speciosus är en myrtenväxtart som först beskrevs av John Sims, och fick sitt nu gällande namn av Robert Sweet. Callistemon speciosus ingår i släktet lampborstar, och familjen myrtenväxter. Inga underarter finns listade i Catalogue of Life.

## Bildgalleri

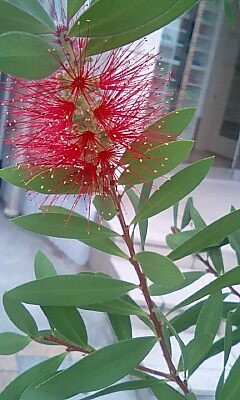
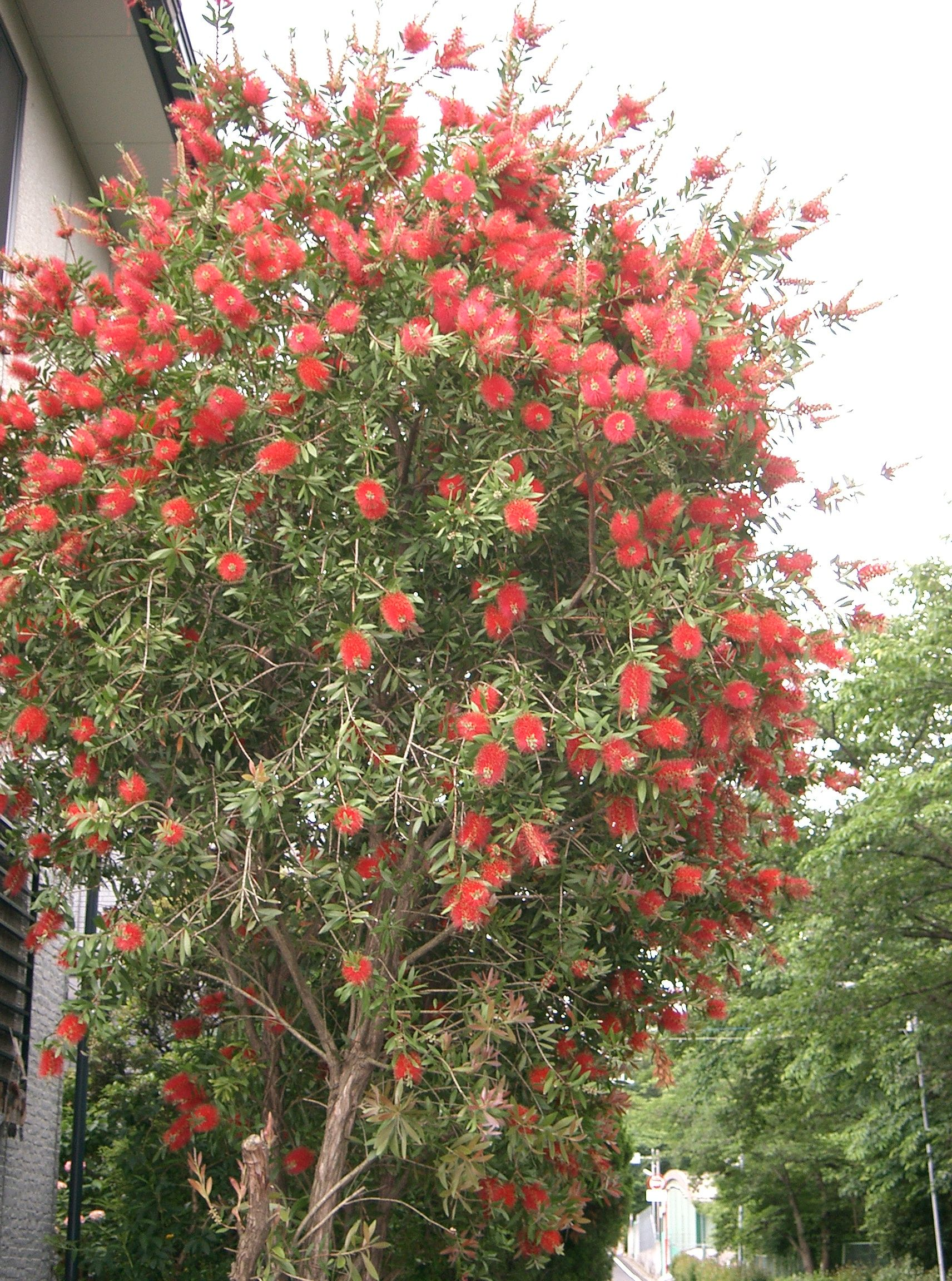